# 朱黯
朱黯（?—?），宋州砀山人，是朱茂琳的父親，朱信的祖父，朱誠的曾祖父，朱温的高祖父。根據《旧五代史·太祖本纪一》：“梁肃祖宣元皇帝讳黯，舜司徒虎四十二代孙”。
朱温被封为梁王时，追封高祖父为妫州府君。开平元年（907年）七月，朱温登位後，他被尊為皇帝，廟號后梁肃祖，諡號宣元皇帝，皇陵稱兴极陵。